# Pedicularis arctoeuropaea
Pedicularis arctoeuropaea är en snyltrotsväxtart som först beskrevs av Hultén, och fick sitt nu gällande namn av U. Molau och David Fletcher Murray. Pedicularis arctoeuropaea ingår i släktet spiror, och familjen snyltrotsväxter. Inga underarter finns listade i Catalogue of Life.